# I Don't Mind (canção de James Brown)
"I Don't Mind" é uma canção rhythm and blues escrita por James Brown e lançada por Brown e os The Famous Flames. Em uma (pouco usual)  progressão musical – nas palavras de Brown, "a canção abre com uma 13, vai para uma C9, então para G7 e para A7" – e objeções a isto foram feitas durante as gravações pelo produtor Gene Redd, que a considerava musicalmente "errada". Lançada como single em  1961, alcançou o número quatro da parada R&B e número 47 na parada Pop da Billboard. Brown e os Flames apresentaram a canção no álbum de 1963 Live at the Apollo.

## Posição nas paradas
| Parada (1961)      | Pico |
| ------------------ | ---- |
| U.S. Billboard R&B | 4    |
| U.S. Billboard Pop | 47   |

## Outras versões cover
- The In Crowd com o vocalista Keith West (1965 como Lado-B do single de 1965 "Why Must They Criticise" (disponível no CD de Steve Howe Mothballs)
- MC5 (em demo de 1965)
- The McCoys (álbum de estreia de 1965 Hang on Sloopy)[4]
- The Moody Blues (álbum de estreia de 1965 The Magnificent Moodies)
- The Who  (álbum de estreia de 1965 My Generation)